# FILDIS
La FILDIS è la Federazione italiana laureate e diplomate Istituti superiori, e fa parte della International Federation of University Women.

## Storia e attività
Nata nel 1920 e dal 1922 affiliata alla I.F.U.W. di Londra come organizzazione femminista, una delle prime presidenti ne fu Isabella Grassi. Avversata dal governo fascista, la FILDIS si sciolse nel 1935 per ricostituirsi nel 1944, e partecipò alla lotta per il riconoscimento del voto alle donne. Prima presidente della ricostituita FILDIS fu Libera Trevisani Levi-Civita, che rimase in carica fino al 1953.
Attualmente è suddivisa in 14 sezioni ed è riconosciuta dalla Commissione per le pari opportunità tra uomo e donna. Legato alla FILDIS è il Centro Studi Storia Donna, fondato nel 1980, che pubblica una rivista semestrale e raccoglie una biblioteca tematica.
Gli scopi della FILDIS, come quelli dell'International Federation of University Women, consistono nell'elevare il grado d'istruzione delle donne, promuovendo la cooperazione tra le laureate di tutto il mondo, valorizzando la loro attività professionale, e studiando e incoraggiando la soluzione dei problemi sociali attraverso la collaborazione con ogni altra organizzazione femminile.